# Maten al-Sahel

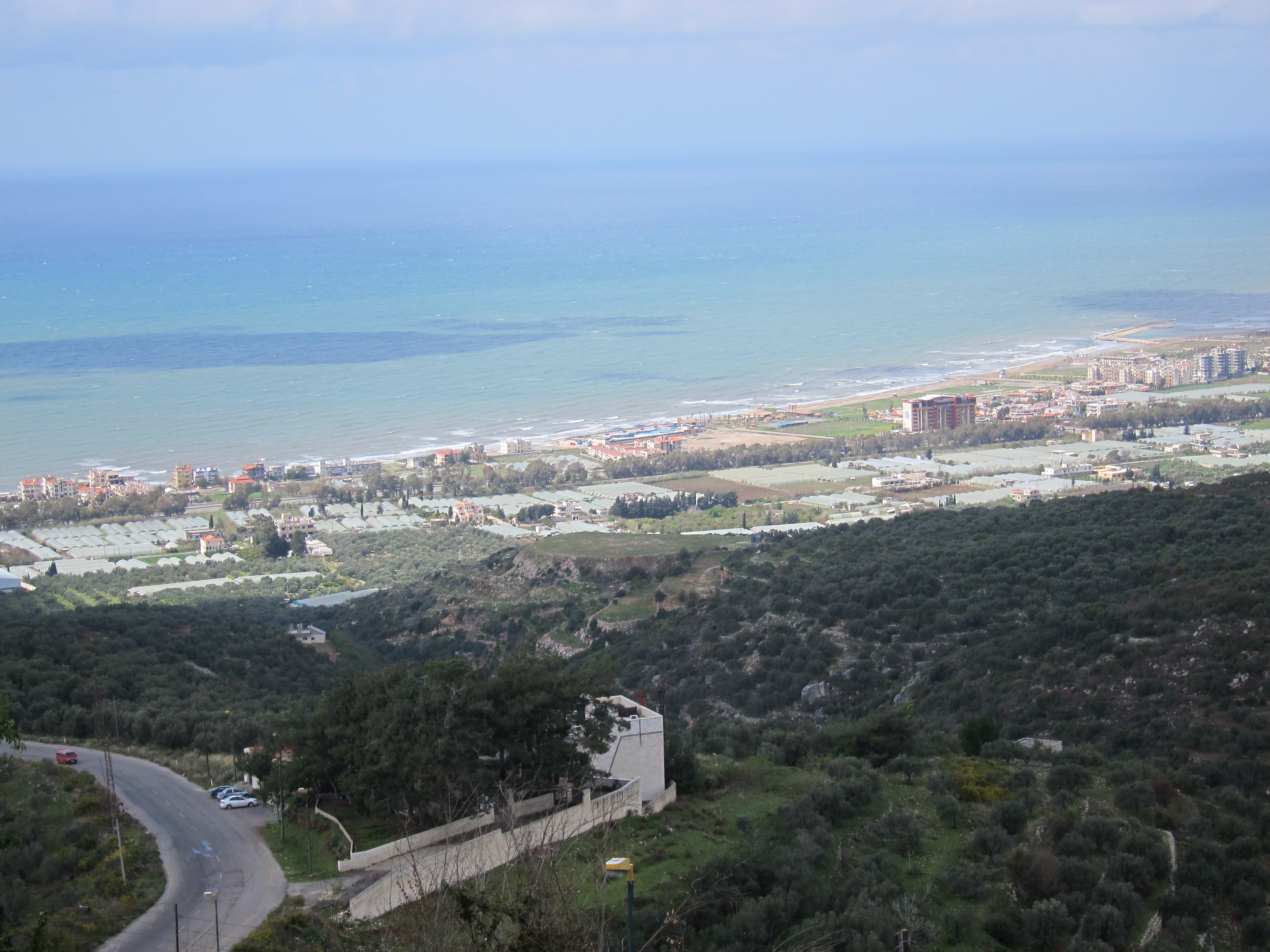
Cảnh ven biển nhìn từ đỉnh núi. Bởi Sammer.

Maten al-Sahel, còn được gọi là Maten Arnouk. Maten Arnouk thuộc về một chủ sở hữu đất đai gia đình Arnouk nổi tiếng, sau đó vào khoảng năm 1970, chính phủ Syria đổi tên thành Maten al-Sahel "Bờ biển", là một ngôi làng ở Syria 280 km về phía tây bắc Damascus, gần bờ biển Địa Trung Hải. Theo Cục Thống kê Trung ương Syria, Maten al-Sahel có dân số 2.101 trong cuộc điều tra dân số năm 2004. Cư dân của nó chủ yếu là thành viên của cộng đồng Kitô giáo Chính thống Đông phương, mặc dù cũng có một thiểu số Hồi giáo Alawite.

## Địa lý
Maten al-Sahel nằm trên đỉnh núi khoảng 300 m trên mực nước biển và nhìn xuống những vùng đất ven biển từ phía tây của thị trấn với một khung cảnh tuyệt vời. Khoảng cách từ đường cao tốc Tartous-Lattakia là 4 km và nó là một loại đường núi khó khăn giữa những cánh đồng cây ô liu. Ngôi làng được bao quanh bởi các thung lũng xanh, và có nhiều con đường xuyên qua các thung lũng và núi thích hợp cho các hoạt động thể thao như đi bộ và đi xe đạp đặc biệt là vào mùa xuân.   

### Giá cả
- Phí taxi từ sân bay Damascus đến bến xe buýt: 15 đô la
- Vé xe buýt từ Damascus đến Tartous (300 km, 3 giờ) bởi Công ty Al-Kadmous: 3 đô la
- Xe từ Tartous đến Almaten: 3 đô la
- Xe buýt nhỏ riêng trực tiếp từ Sân bay Damascus đến Maten alsahel (với xe riêng của thị trấn): 60 đô la
- Xe buýt nhỏ riêng cho chuyến đi hàng ngày: từ 65 đô la

## Nhân khẩu học và dịch vụ
Khu vực xung quanh al-Maten được biết là đã được định cư từ thế kỷ 18. Tổng dân số của al-Maten là khoảng 3.500 người. Trình độ học vấn ở al-Maten là cực kỳ cao vì tỷ lệ mù chữ trong thế hệ mới là gần 0% và phần lớn dân số đang có bằng cấp cao. al-Maten có tất cả các yêu cầu của cuộc sống hiện đại như mạng điện, điện thoại, vùng phủ sóng di động, trung tâm y tế và hệ thống giao thông đang phát triển bao gồm hai xe buýt và nhiều xe hơi riêng và xe buýt mini.   

## Nên kinh tế
Các ngành công nghiệp chính ở al-Maten là: nông nghiệp, chính phủ và nhập cư. Nông nghiệp là công việc truyền thống ở al-Maten. Hơn 90% dân số phụ thuộc vào nó như là nguồn thu nhập chính. Cà chua trong những ngôi nhà xanh và dầu ô liu là những cây trồng quan trọng nhất được sản xuất ở al-Maten.   

## Khí hậu
Khí hậu ôn đới và Địa Trung Hải với mùa hè khô và nóng (nhiệt độ tối đa 36 °C) và mùa đông lạnh, mưa thường xuyên (nhiệt độ tối thiểu 0 °C).